# Brand Nubian
I Brand Nubian sono un gruppo hip hop statunitense fondato nel 1989 a New York.

## Storia
Il gruppo si forma nel 1989 a New Rochelle, sobborgo di New York, e grazie al contratto stipulato con l'Elektra Records realizza l'album di debutto All For One nel 1990 trascinato dal singolo "Slow Down".
Nel 1991 Grand Puba e DJ Alamo lasciano il gruppo, gli altri nel 1993 producono In God We Trust che sfiora la top 10, fra cui suscita clamore il singolo Punks Jump Up To Get Beat Down.
Nel 1994 i Brand Nubian pubblicano Everything Is Everything, che riscuote numerose critiche. Nel 1998 il quartetto originale torna per breve tempo con il lavoro Foundation, pubblicato da Arista Records successivamente  pubblicano Fire in the Hole, uscito nel 2004 per la Babygrande Records.

## Formazione
- Grand Puba, Maxwell Dixon
- Sadat X, Derek Murphy
- Lord Jamar,Lorenzo DeChalus
- DJ Alamo, un cugino di Derek Murphy.
- DJ Sincere, Terrence Perry.

## Discografia
Album in studio
- 1990 - One for All
- 1993 - In God We Trust
- 1994 - Everything Is Everything
- 1998 - Foundation
- 2004 - Fire in the Hole
- 2007 - Time's Runnin' Out

Raccolte
- 2001 - The Very Best of Brand Nubian